# 라파엘 카미노

라파엘 트라하노 카미노 콜란테스(Rafael Trajano Camino Collantes, 1948년 10월 25일, 에콰도르 Pilligsillí 출생)는 에콰도르 출신 무용가이다. 그는 자취구아 재단의 프로듀서, 총괄감독, 안무가이자 창립자이다. 고향인 Pilligsillí, Maca Chico, La Compañía, Poaló 등과 같은 지역 사회에서 영감을 받아서 마을의 축제, 사람들, 무용, 음악, 의상, 그리고 의식 등 마을의 지혜를 현실적으로 보여주기로 결심했다.
그는 코토팍시주의 Pilligsillí에서 1948년 10월 25일에 태어났다. 라타쿵가의 비센테 레온 고등학교를 졸업한 후 키토로 이민해 대학 교육을 시작했다. 패트리샤 아울레스티아 발레 단에서 잠시 활동한 후, 에콰도르 풍속 예술 총괄감독인 파코 코엘로와 오스왈도 구아야사민과 만나게 되었다. 그들의 그룹 "마법의 에콰도르 풍속 예술 총괄감독"의 부총감독으로 임명되었다. 1974년에는 국립 무용학교에서 첫 번째 남성 졸업생이 되었고, 이후에는 그 학교에서 교수로 재직했다. 1988년에 에콰도르 국립 전통 무용 발레단 "Jacchigua"를 설립했다. 2009년 4월, 에콰도르 정부가 그를 "살아있는 문화 유산"으로 선정했다. 현재 키토에 거주하고 있다.

## 참조
1. 1 2 3  “Jacchigua es Ecuador” (스페인어). 2009년 11월 29일에 원본 문서에서 보존된 문서. 2015년 9월 9일에 확인함.
2. ↑  “Patrimonio vivo - Vistazo” (스페인어). 2011년 7월 17일에 원본 문서에서 보존된 문서.